# Samantabhadra

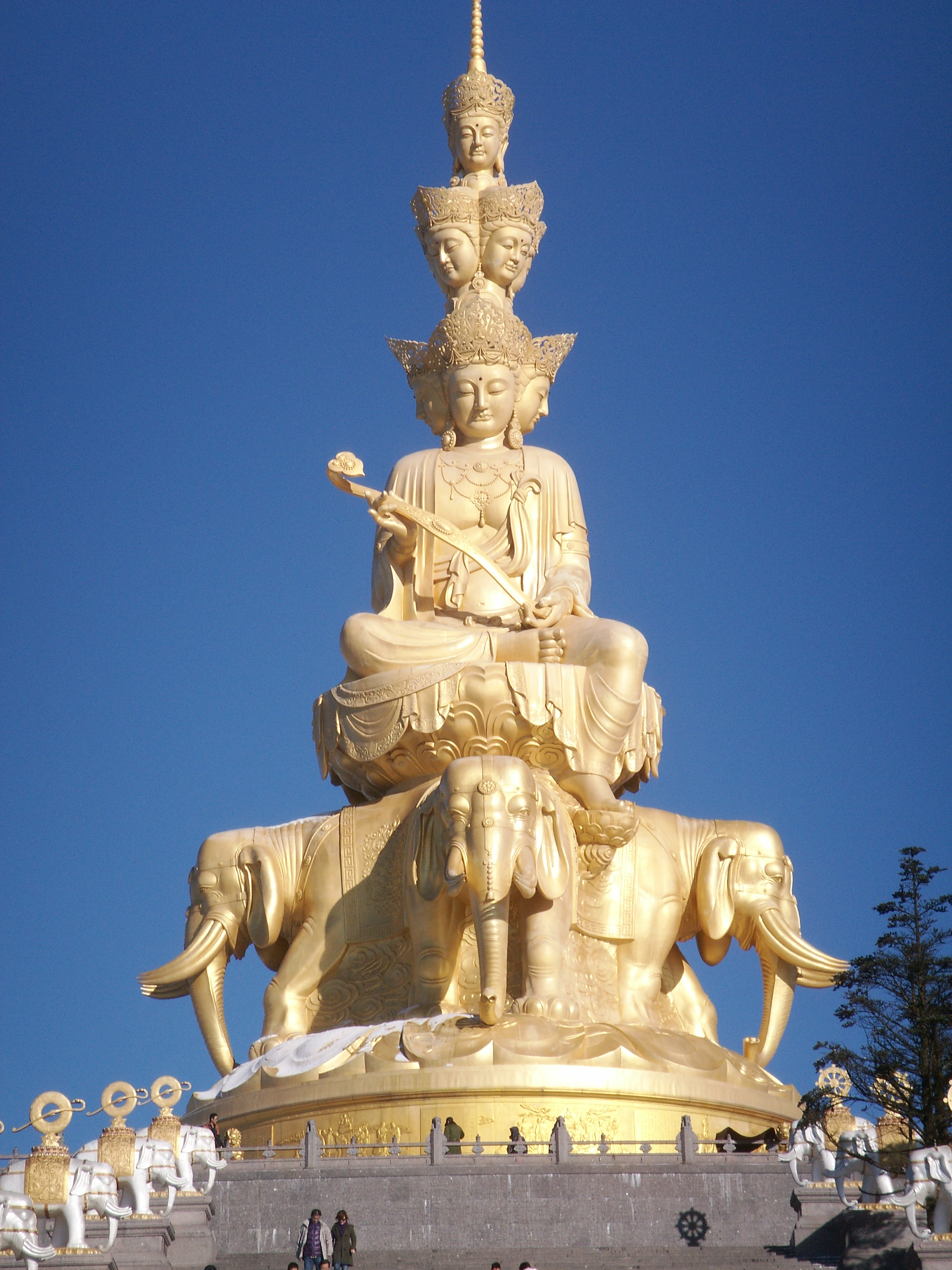
Estàtua de Samantabhadra al Mont Emei, a la Xina.

Samantabhadra (del sànscrit: Samantabhadra, "bondat universal") és un bodhisattva associat amb pràctica i meditació en el budisme. Juntament amb el Buda Gautama i el bodhisattva Manjusri, forma una triada en el budisme Mahayana. És el patró del sutra del Lotus i se'l representa assegut sobre un elefant amb tres caps o amb un cap i sis ullals. A la Xina, Samantabhadra és conegut com a Pǔxián (普贤) i és associat amb acció, mentre que Manjusri és associat amb el prajna (saviesa transcendent). Al Japó, és conegut com a Fugen (普賢), i és venerat a les escoles budistes Tendai, Shingon i Nichiren. A Sri Lanka, és conegut com a Sumana Saman Deviyo i és considerat com el guardià de l'illa.